# Parahaustorius obliquus
Parahaustorius obliquus är en kräftdjursart som beskrevs av P. B. Robertson och Shelton 1978. Parahaustorius obliquus ingår i släktet Parahaustorius och familjen Haustoriidae. Inga underarter finns listade i Catalogue of Life.